# Mazowiecki Pułk Czerwonych Ułanów
Mazowiecki Pułk Czerwonych Ułanów – pułk kawalerii polskiej, sformowany w 1917 na terenie Rosji w Tambowie, czynnie wspierający rewolucję bolszewicką.
Jego ułani brali udział w walkach z anarchistami w Moskwie i Jarosławiu. Dwa szwadrony ułanów mazowieckich walczyły na froncie wschodnim pod Kazaniem.
Pułk wchodził w skład II Brygady Zachodniej Dywizji Strzelców, potem zaś od 9 czerwca 1919 razem z całą dywizją formalnie wszedł w skład Armii Czerwonej.